# 교동로 (삼척시)
교동로(Gyodong-ro) 강원특별자치도 삼척시 남양동 에서 삼척시 교동를 이어주는 도로이다.

## 주요 경유지
강원특별자치도
- 삼척시 (남양동 . 교동)

## 노선
| 이름               | 접속 노선               | 소재지 | 소재지 | 비고 |
| ------------------ | ----------------------- | ------ | ------ | ---- |
| (이름없음)         | 대학로                  | 삼척시 | 남양동 |      |
| 상공회의소앞삼거리 | 진주로                  | 삼척시 | 남양동 |      |
| 시청앞시거리       | 중앙로                  | 삼척시 | 교동   |      |
| 교동사거리         | 봉황로                  | 삼척시 | 교동   |      |
| (이름없음)         | 국도 제7호선 (동해대로) | 삼척시 | 교동   |      |

## 주요 건물 및 시설
- CU 삼척시청앞점 (교동로 19/당저동 39-8)
- GS칼텍스 시청앞주유소 (교동로 40/당저동 28-3)
- 삼척초등학교 (교동로 48/교동 585)